# Pacto de Gênova
O pacto de Gênova foi uma aliança política e militar assinada em 1705 entre Inglaterra e um grupo de proprietários e nobres catalães austracistas (denominados vigatans) em representação do Principado da Catalunha no marco da guerra de sucessão espanhola. Segundo os termos do acordo, Inglaterra desembarcaria tropas militares na Catalunha, que unidas às forças catalãs lutariam em favor do pretendente ao trono espanhol Carlos de Áustria contra os exércitos de Felipe V, se comprometendo assim mesmo a manter as leis e instituições próprias catalãs.

## Antecedentes
O vice-rei da Catalunha Francisco Antonio Fernández de Velasco e Tovar desencadeou uma onda repressiva contra o austracismo depois do falhanço do desembarque de Barcelona de finais de Maio de 1704. De uns documentos encontrados com o austracista Josep Duram -que tinha sido um dos enlaces do príncipe de Darmstadt que tinha dirigido o desembarco- que era a Conferência dos Três Comuns, «o escritório onde se formou a conspiração antecedente» e assinalava ao braço militar de Catalunha como «a parte mais poderosa e dominante» daquela. Procedeu então a encarcerar a muitos suspeitos, a maioria deles membros da Conferência dos Três Comuns, entre os quais se encontravam um dos líderes do austracismo catalão, Narcís Feliu da Penya, o chefe dos vigatans Jaume Puig de Perafita e membros das principais famílias da nobreza catalã, o que fez que muitos indecisos se alinhasse já claramente a favor do Arquiduque Carlos, se incrementando assim os membros do "partidos austracista" -tudo o contrário do que pretendia o vice-rei-. Não pôde deter a uma parte dos conjurados porque tinham embarcado com Darmstadt rumo a Lisboa -participando na tomada de Gibraltar- onde se reuniram com o Arquiduque. Velasco também ordenou requisitar as estampas, efigies, quadros e imagens de Jorge de Darmstadt. O torque repressivo continuou ao ano seguinte, durante o qual foram detidos juízes da Audiência de Catalunha e membros do Conselho de Cento, bem como o Bispo de Barcelona, Benet Sala Caramany. Finalmente o vice-rei Velasco ordenou a exclusão da Conferência dos Três Comuns.

## O processo que conduz à assinatura do pacto
Em março de 1705, em plena Guerra de Sucessão Espanhola, a rainha Ana de Inglaterra nomeou como comisionado seu a Mitford Crowe, um comerciante de aguardente estabelecido no Principado da Catalunha, «para contratar uma aliança entre nós e o mencionado Principado ou qualquer outra província de Espanha» e lhe deu instruções para que negociasse com algum representante das instituições catalães «tendo sido informada de que a gente de Cataluña se sentia inclinada a libertar do jugo que a França lhe impôs e submeter-se ao poder do Duque de Anjou para voltar à obediência da Casa da Áustria». Crowe tinha informado aos membros da Grande Aliança antibourbónica, na que estava integrada Inglaterra, que «os catalães eram um povo independente que vivia baixo suas próprias leis e privilégios, que desejaria apoiar a um rei que se comprometesse a restaurar seus antigos direitos».
No entanto Crowe não pôde entrevistar nenhum representante das instituições catalães por causa de que o vice-rei felipista Velasco, nomeado por Felipe V em janeiro de 1704, continuava com sua campanha repressiva contra os austracistas catalães, implicados ou não na conspiração fracassada do ano anterior. Assim Crowe se pôs em contacto com o grupo dos vigatans, para que assinassem a aliança anglo-catalana em nome do Principado. Este grupo de proprietários e nobres da Planície de Vich era o primeiro núcleo austracista surgido em Catalunha disposto a tomar as armas na contramão de Felipe V e na primavera de 1705 tinha-se apoderado da Plannície de Vich -enquanto no Campo de Tarragona tinha surgido um segundo foco austracista encabeçado pela família Nebot de Riudoms-.
A iniciativa de Crowe deu lugar a que os vigatans se reunissem em 17 de maio de 1705 na capela de San Sebastián da parroquia de Santa Eulalia de Riuprimer de Vich onde concordaram outorgar plenos poderes ao jovem nobre Antonio Peguera (Antoni de Peguera i d'Aimeric) e ao advogado Domingo Perera (Domènec Perera) para que assinassem o tratado com Inglaterra em nome dos catalães. O documento de poderes dizia:
O pacto foi rubricado em Gênova em 20 de junho de 1705 por Peguera e Parera, em nome do Principado da Catalunha, e por Crowe como comisionado da Rainha de Inglaterra.

## O tratado
O acordo, ajustado em Gênova em 20 de junho de 1705 por Mitford Crowe, em nome da Rainha Ana de Inglaterra, e por Antonio Peguera e Aymerich e Domingo Perera, incluía os termos seguintes:
- Inglaterra comprometia-se a fazer desembarcar na costa espanhola 8.000 soldados de infantaria e 2.000 de cavalaria das forças da Grande Aliança. Assim mesmo entregaria 12.000 fuzis com sua correspondente munição para armar a forças catalães.
- Catalunha armaria 6.000 homens, subsidiados por Inglaterra, que deveriam unir às forças aliadas, às que também proporcionaria alojamento e provisões à sua própria custa.
- Catalunha reconheceria Carlos de Áustria como legítimo Rei de Espanha.
- O novo Rei deveria jurar e manter as leis catalães.
- O tratado deveria manter-se em segredo até a tomada de Barcelona.

No texto do tratado pode-se apreciar o ideário do austracismo catalão -e em geral do resto de regiões da Coroa de Aragão- que estava baseado na defesa do modelo pactista e "constitucionalista" das relações entre o soberano e seus súditos, que antepunha a fidelidade à "pátria" -a defesa das «liberdades, leis e direitos da pátria»- à fidelidade ao Rei se este violava as leis e instituições próprias que a caracterizavam e definiam. Assim no tratado se alude 17 vezes às Constituições catalãs e a sua defesa, o que contrasta com a política repressiva dos vice-reis nomeados por Felipe V -que por outro lado se queixavam de «o que estreitam suas Constituições», referindo ao poder efetivo que tinham no Principado-.